# Moták (zpráva)

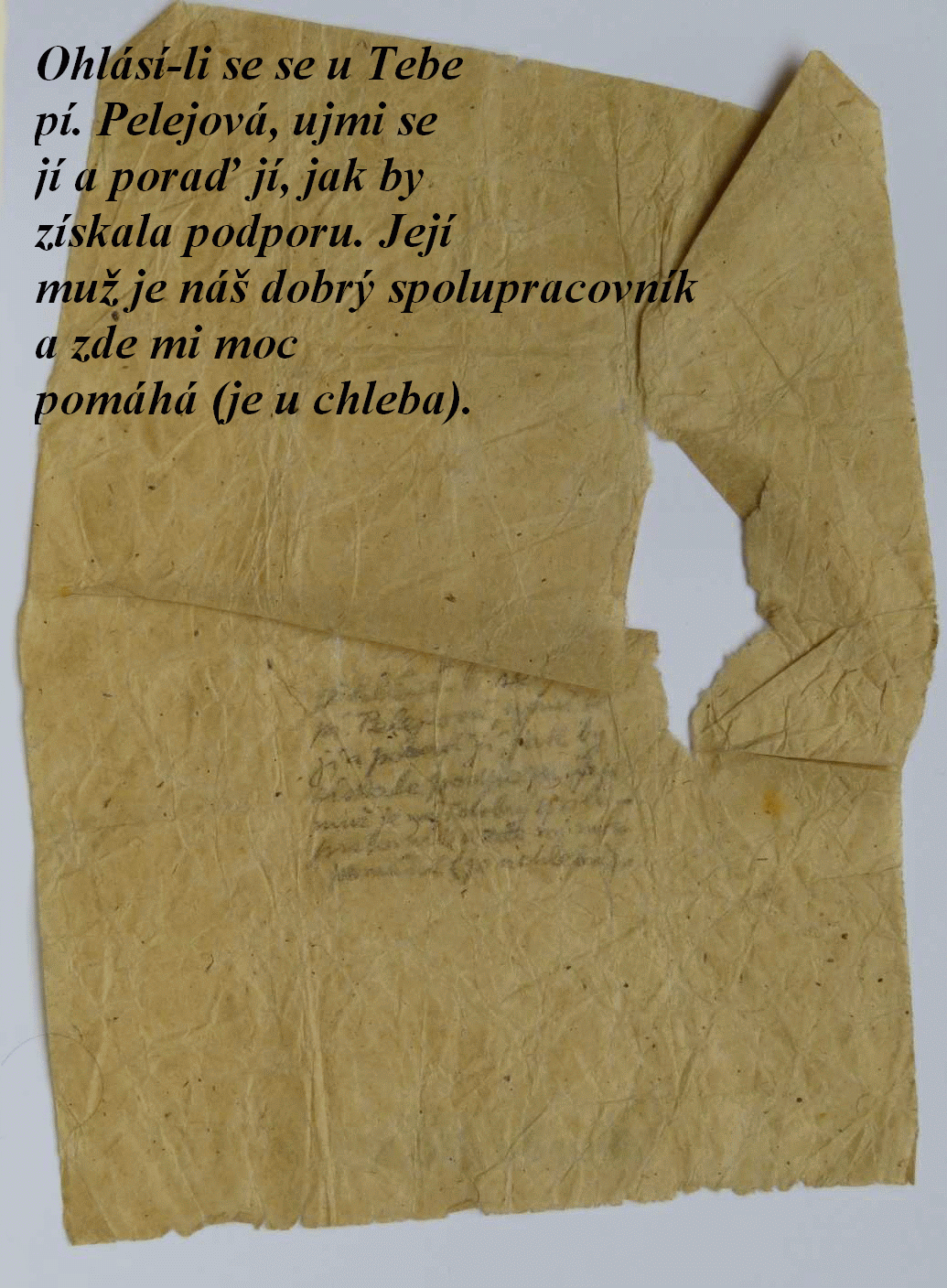
Měkkou tužkou psaný moták Josefa Churavého, kde se zmiňuje o Josefu Pelejovi

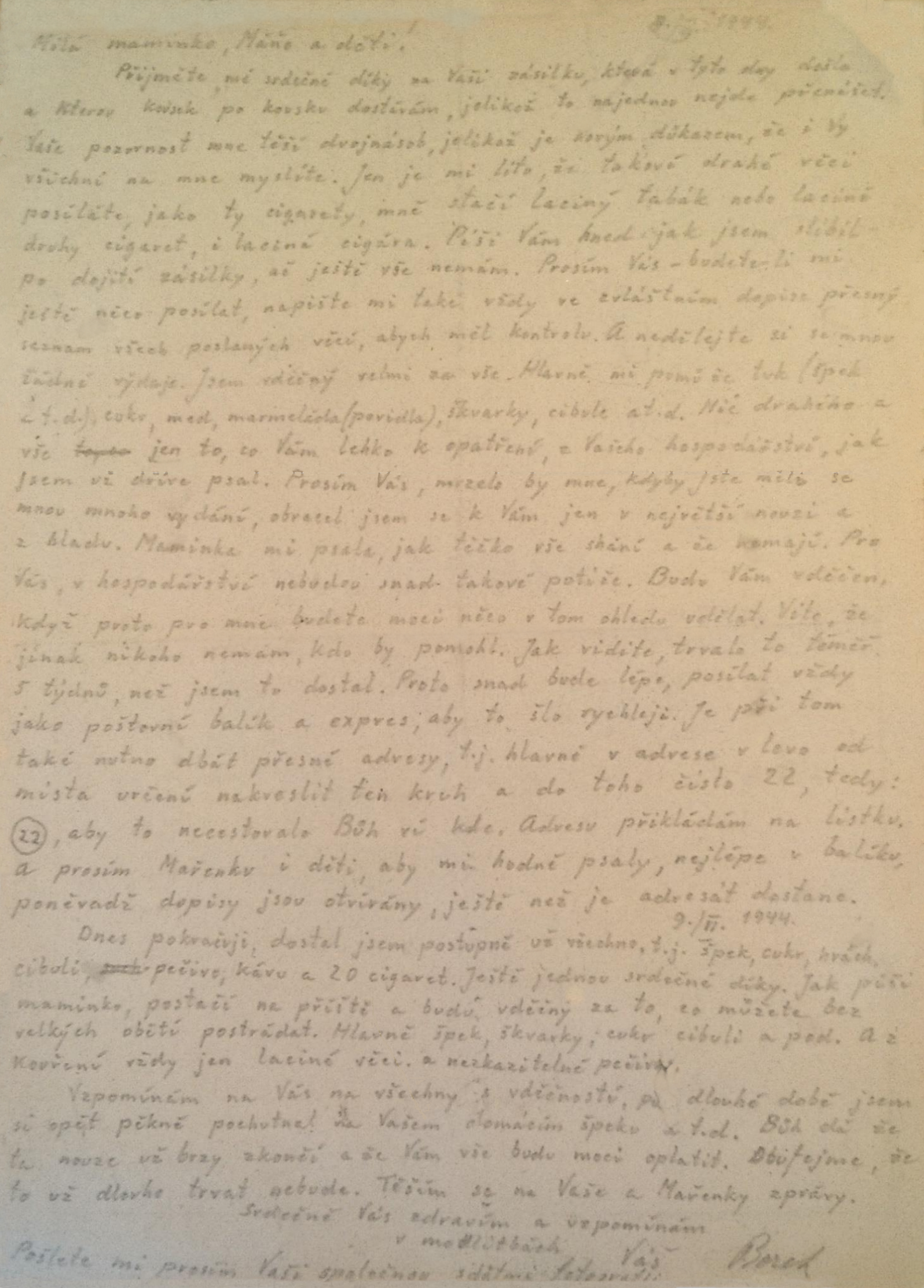
Močí psaný moták Ctibora Nováka propašovaný z nacistické káznice Hameln (únor 1944)

Moták je ve starší české nespisovné vězeňské mluvě označení pro psanou zprávu předávanou nelegální cestou. V modernější nespisovné české vězeňské mluvě se místo zastaralého výrazu moták používá označení čerňásek, tedy dopis zaslaný ilegální cestou (tedy „na černo“).

## Podrobnosti
Moták je vázán na psanou formu zprávy (např. krátký dopis), ale to co jej dělá „motákem“ je především vlastní neoficiální způsob transportu zprávy tak, aby její předání proběhlo zásadně utajeně před dozorujícími osobami. „Interní moták“ neopustí objekt vězení (zajateckého či pracovního tábora) a předává jej jeden vězeň druhému (například svému komplici nebo spoluviníkovi) většinou za účelem zjednání shody na falešné výpovědi apod. Jinou kapitolou jsou „externí motáky“, které zajišťují komunikaci vězněných s jejich rodinnými příslušníky „na svobodě“, tedy neoficiální dopisy putující tajnou cestou z věznice či do jejího vnitřku. Předávání motáků zajišťuje konkař, vězeň pohybující se po chodbách a pomáhající bachařům s roznáškou jídla, pití či oficiálních dopisů. Oficiální vedení věznice (tábora) nemá zájem na distribuci motáků jakéhokoliv druhu, neboť je to cesta, jak se v objektu mohou šířit necenzurovaní informace. Rovněž není žádoucí nekontrolovaný „průsak citlivých“ informací mezi věznicí a jejím vnějším okolím. Moták mohl být objeven při nečekané osobní prohlídce vězně, pro kterou se vžilo označení filcunk. (Osobní prohlídka se odehrávala většinou při návratu vězněného z pracoviště.)  
Jungmannův slovník definuje český význam slova moták jako předmět nebo nástroj, na který se něco namotává. To koresponduje s formou psané zprávy, protože moták se často zamotával do špinavého kapesníku nebo se (smotán v ruličce) vkládal do hřbetu knihy apod.  

## Úloha a význam motáků
Ačkoliv je v nepsaných konspiračních pravidlech každého odboje motáky v rodinách neschovávat a po přečetní je ihned zničit, většinou se tak nedělo. V případě nečekané domovní prohlídky policií nebo jinou bezpečnostní složkou by nalezení motáků zavdalo příčinu k výslechům nejen rodinných příslušníků a vězněného, ale z velkou pravděpodobností by vedlo i k prozrazení „kurýra“ a „cesty“, kudy se nelegálně zprávy dostávají z vězení ven.  
Pochopitelným důvodem nezničení motáku byl fakt, že to byl pro členy rodiny mnohdy jediný důkaz, že zatčený ještě žije, a moták byl památkou (dokonce jakousi „relikvií“) zvláště v případě, že vězeň byl odsouzen k trestu smrti nebo pravděpodobnost přežití věznění byla mizivá. Dalším faktem byla i skutečnost, že motáky obsahovaly konkrétní instrukce co má (či by měla) „rodina“ prakticky zařídit a též byl moták psán většinou emotivně a velice osobně. Navíc se bez cenzury v motácích popisoval chod a události ve vězení, což bylo cenné pro historiky, ale i rodiny, které pak mohly uplatnit informace z motáků při dokladování o odbojových aktivitách jejich člena rodiny před úřady v případě, kdy se jednalo např. o finanční kompenzace za dobu věznění v případě rehabilitace odsouzeného apod.

### Proces s Omladinou

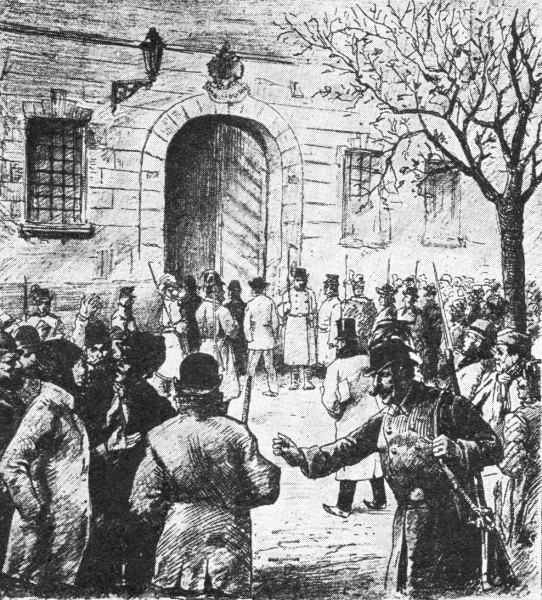
Proces s Omladinou

Motáky sehrály důležitou roli i v procesu s Omladinou což byl soudní proces a politická aféra, ke které došlo v Praze v letech 1893 až 1894, v době, kdy v tomto městě docházelo k nebývalým pouličním nepokojům a násilnostem. Během policejního řešení celé situace bylo zatčeno několik desítek domnělých omladinářů včetně několika významných osobností a známých politiků (Alois Rašín, Stanislav Kostka Neumann, František Modráček, ...) a dne 12. září 1893 bylo dokonce nad Prahou a přilehlými okresy vyhlášeno stanné právo se zostřeným policejním dohledem a cenzurou tisku. O případu se veřejnost dozvídala informace přes propašované motáky, zatčené též navštěvovali čeští politici včetně Tomáše G. Masaryka. Motáky vynášeli ven z vězení právě ony návštěvy. Případ v českých zemích pro svůj národnostní podtext budil mimořádnou pozornost.

## Ti, co pomáhali (příklady)

### Karel Rameš
V policejní věznici gestapa v Praze na Pankráci byl za protektorátu vězněn v letech 1941 až 1945 za hospodářský delikt i Karel Rameš (1911–1981). Ve věznici působil jako jeden z tzv. chodbařů (vězňů, kteří se mohli po budově věznice pohybovat poněkud svobodněji) a někdy i pomocník fotografa. Rameš organizoval ve věznici ilegální korespondenci vězňů a to nejen mezi celami, ale i mezi vězni a jejich příbuznými. Podařilo se mu pronikat i na oddělení II/A (kde byly ve 20 celách umisťovány osoby odsouzené nacistickými okupačními soudy k trestu smrti) a vynášet odtud různé dokumenty, hlavně motáky a tzv. škrabky – vzkazy, které se schovávaly mezi prsty. Některé písemnosti si opisoval a zároveň si vedl podrobný deník. Takto shromážděné materiály se mu podařilo dostávat mimo zdi věznice. Po skončení druhé světové války takto shromážděné materiály uspořádal do dvoudílné knihy „Žaluji – Pankrácká kalvárie“, ve které podrobně popsal jak vypadal život na „oddělení smrti“ II A.

### Adolf Kolínský
Česko-německý vězeňský dozorce, příslušník gestapa Adolf Kolínský (1905–1973) byl v létě roku 1941 za trest přeložen z královéhradecké věznice do pankrácké věznice v Praze, kde pokračoval ve svém slušném a přátelském zacházení s politickými vězni. A byl to právě Kolínský, kdo vynášel zprávy (motáky) vězněného Aloise Eliáše a předával je jeho švagrovi Zdeňku Kosákovi. Kolínský věnoval některým vězňům (například i Juliu Fučíkovi) tužky a zajišťoval transport jejich motáků mimo věznici. První Fučíkovy motáky vynášel Kolínský sám, po přeložení do jiné části věznice pak český četník Jaroslav Hora. Horou propašované Fučíkovy motáky pak Kolínský zakopal na zahradě v Humpolci. Významným počinem Kolínského bylo i předání vzkazu od Václava Krupky, ve kterém byl český odboj varován před kolaborací Karla Čurdy. 
Adolf Kolínský byl přeložen do Kolína. V létě roku 1944 se během své služby nevhodně vyjádřil na téma neúspěšného atentátu na Hitlera, byl internován do terezínské Malé pevnosti, kde sloužil jako dozorce. I zde pomáhal vězněným. Při namátkové kontrole byly u něj nalezeny motáky, ale podařilo se mu z Terezína uprchnout. Po skončení druhé světové války vyzvedl Adolf Kolínský Fučíkovy motáky a odevzdal je Gustě Fučíkové.

### Viktor Kaufmann
MUDr. Viktor Kaufmann (1900–1945) se po 15. březnu 1939 zapojil do ilegální práce v Petičním výboru Věrni zůstaneme (PVVZ) a v odbojové organizaci Ústřední vedení odboje domácího (ÚVOD). Po zatčení dne 20. října 1941 byl vězněn na Pankráci a pak na Karlově náměstí. Jako uvězněný lékař byl pověřen, aby prováděl tzv. „marodku“, protože vězeňský lékař z Pankráce MUDr. Navarra do té doby musel do vězeňské marodky na Karlově náměstí dojíždět. Viktor Kaufmann tak získal větší možnost pohybu, snadněji se jeho prostřednictvím distribuovaly motáky (většinou ukryté v termosce) a dostalo se k němu více jídla, čehož využil, aby ho poskytl nejpotřebnějším a časem i na ženské oddělení (kde byla umístěna např. i zatčená odbojářka Anna Pollertová). Odbojářům na svobodě se tak podařilo díky osobě Viktora Kaufmanna navázat a udržovat s některými zatčenými odbojáři pravidelné obousměrné spojení. Heda Kaufmannová s Viktorovou ženou Irmou Kaufmannovou přebíraly motáky od Viktora Kaufmanna a předávaly je dál určeným osobám. Toto ilegální "spojení" bylo ukončeno v březnu 1943, kdy „cestu“ prozradil konfident gestapa Bohumil Siebert.

### Jan Horáček
Jan Horáček (1919–1951) byl český vězeňský dozorce. Během svého působení ve věznici Plzeň–Bory (v období od července 1949 do 15. září 1949) pomáhal politickým vězňům hlavně tím, že z věznice vynášel motáky, pomocí nichž zprostředkovával spojení uvězněných osob s jejich blízkými rodinnými příslušníky. Tímto způsobem se podařilo vynést mimo věznici i prohlášení, jejichž autorem byl uvězněný rozhlasový redaktor Zdeněk Mančal. V těchto ilegálních zprávách Mančal popisoval život ve věznici i výslechové metody státní bezpečnosti (StB). Horáček z věznice propašoval motáky od několika politických vězňů odsouzených k trestu smrti. Tyto ilegální zprávy politického charakteru byly primárně určeny pro zahraniční rozhlasové stanice a některé z nich doputovaly až na francouzské a britské velvyslanectví. Na ilegální Horáčkovu činnost upozornil konfident státní bezpečnosti, neboť jej jeden z vězňů uvedl jako externího adresáta svého motáku. Dne 27. července 1951 byl Jan Horáček v politickém procesu odsouzen komunistickým totalitním režimem k trestu smrti pro vyzvědačství a 6. listopadu 1951 popraven v pankrácké věznici v Praze.

Ti, co pomáhali (příklady)
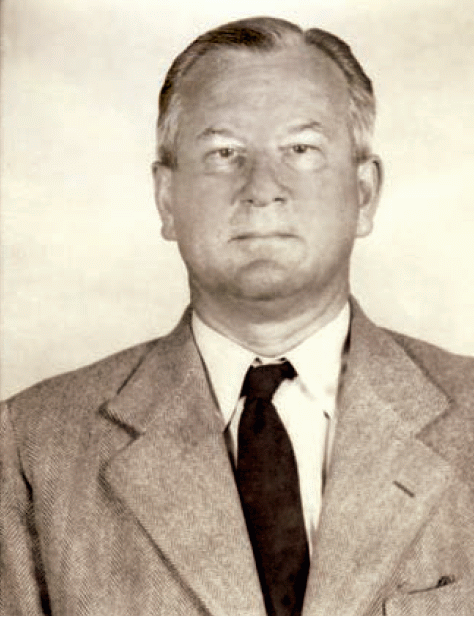
Karel Rameš, vazební foto z roku 1958
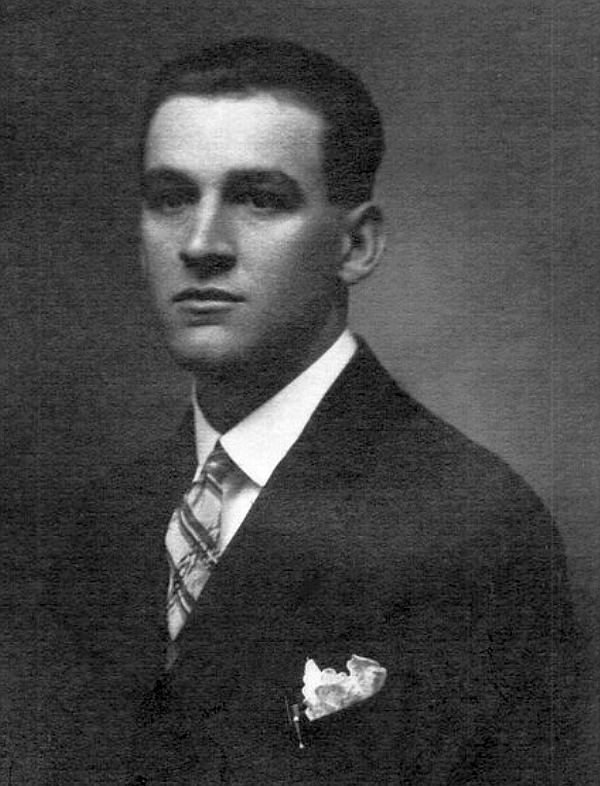
Adolf Kolínský (před rokem 1939)
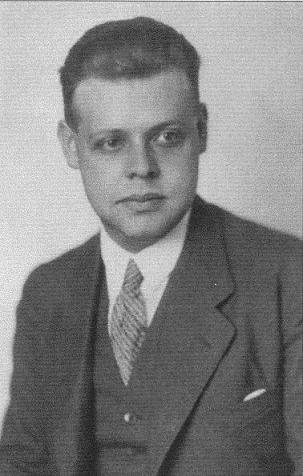
MUDr. Viktor Kaufmann
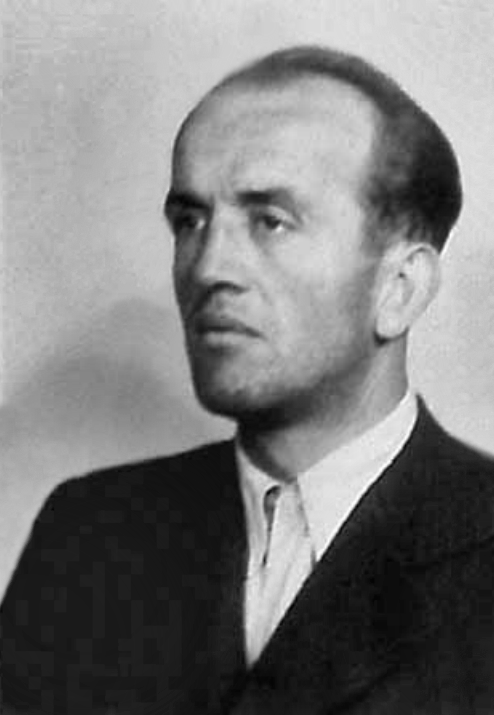
Jan Horáček

### Další, kdož pomáhali
Osob, které pomáhali vězněným vynášet motáky bylo také velmi mnoho:
- Richard Podaný (1895–1970), který za nacistické okupace pracoval na stavbě na brněnském Špilberku, kde od roku 1939 nacistická armáda budovala kasárna. Když sem v rámci Akce Albrecht der Erste nacisté přivezli české zatčené odbojáře, Podaný jim pomáhal tím, že jejich motáky předával rodinným příslušníkům.[13]
- Václav Kropáček (1898–1943) byl 14. prosince 1939 zatčen gestapem a vězněn nejprve v samovazbě v Petschkově paláci a poté dva roky na Pankráci. Zde jako chodbař organizoval síť předávání zpráv (motáků), díky níž byla řada odbojářů zachráněna.
- Andělín Šulík (1901–1977) byl zatčen 3. července 1944 a obviněn z poslechu nepřátelského rozhlasu. Dne 1. října 1944 byl převezen do věznice v Kounicových kolejích v Brně, kde byl pracovně nasazen jako vězeň s funkcí vězeňského sběrače prádla. Pomáhal při vynášení motáků. Ve vězení zůstal do náletu 19. dubna 1945, kdy po útěku gestapa areál vězení opustil. Do konce války se skrýval v Bílovicích u Brna.[14]
- Dr. Miloslav Kohák (* 12. září 1903 - † 5. ledna 1996)[15] byl národně socialistický novinář.[16] Za protektorátu se aktivně podílel v protinacistickém odboji, kde se orientoval na zpravodajskou činnost.[15] Působil též určitou dobu jako tajemník ilegální organizace Ústřední vedení odboje domácího (ÚVOD). Dne 22. října 1941 byl zatčen a následně vyslýchán a vězněn na Pankráci, ale nikdy nebyl odsouzen.[15] Po Pankrácké věznici se díky své funkci tzv. „Hausarbeitera“ mohl volněji pohybovat a pomáhal zprostředkovávat ostatním vězněným kolegům nelegální výměnu dopisů (tzv. „motáků“) směřovanou hlavně vně Pankrácké věznice. Když na jaře 1944 byla jeho činnost prozrazena, byl v listopadu 1944 převezen do KT Mauthausen.[15] Miloslav Kohák druhou světovou válku přežil. Od roku 1948 pobýval v exilu. V letech 1952 až 1955 pracoval jako ředitel československého vysílání rozhlasové stanice Svobodná Evropa v Mnichově.[16]

## Ti, komu bylo pomáháno (příklady)

### Julius Fučík

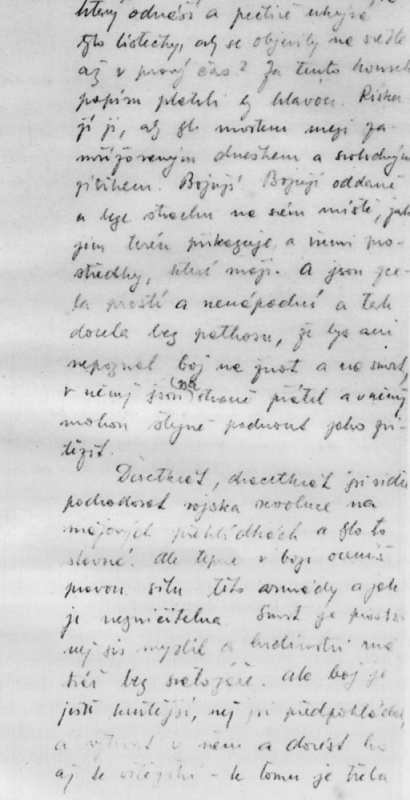
Vězeňský rukopis (moták) Julia Fučíka

Svůj první, desetidenní politický trest za provolávání komunistických hesel si Julius Fučík odpykal na začátku 30. let 20. století na Pankráci, odkud byl propuštěn dříve, než stačil poslat do Tvorby svůj první moták, napsaný na vnitřní stranu cigaretové krabičky.
Kniha Reportáž psaná na oprátce byly dopisy Julia Fučíka sestavené z motáků, které psal od přelomu března 1943 a dubna 1943 z vězení v Praze na Pankráci. Julius Fučík svěřoval své motáky po částech dozorci Adolfu Kolínskému, jenž je vynášel ven a uschovával na různých místech. Na této činnosti se podílel rovněž český strážník Jaroslav Hora, který vedle jiných vězňů pomáhal i Fučíkovi a spolupracoval s Kolínským. Celkem stihl Fučík popsat 167 motáků, které se po druhé světové válce často složitými cestami nakonec sešly v rukou Fučíkovy manželky Gusty. Ta se s Fučíkovým přítelem Ladislavem Štollem, komunistickým literárním kritikem a pozdějším ministrem školství a kultury, stala vyvolenou strážkyní Fučíkova odkazu.
Kniha Reportáž psaná na oprátce byla poprvé vydána na podzim roku 1945, a to s významnými vynechávkami, které si vyžádala KSČ; její ohlas se rychle šířil a následně začala být překládána do mnoha jazyků a vycházela pravidelně až do roku 1990. V šedesátých letech 20. století se na ikonu komunismu, Julia Fučíka, začala společnost dívat s odstupem. Byla zpochybňována pravost motáků stejně jako Fučíkovo chování v den jeho zatčení, které bylo v rozporu s odbojovými zásadami, jelikož nepoužil ani jednu ze dvou zbraní, které měl při vtrhnutí gestapa do bytu při sobě. Kompletní kritické vydání Reeportáže psané na oprátce vyšlo teprve roku 1995 a faksimile rukopisu až v roce 2007. V současnosti je rukopis spolu s domácími i zahraničními vydáními Reportáže uchováván v pražském Muzeu dělnického hnutí, o.p.s. (od roku 2014 byla sbírka bezúplatně darována Národnímu muzeu Praha).

### Josef Mašín
Podplukovník Josef Mašín, člen odbojové skupiny Tři králové, byl zatčen v květnu 1941, vězněn v pankrácké věznici v Praze a popraven 30. června 1942 na Kobyliské střelnici v Praze. Jeden jeho moták pronesla z vězení na Pankráci manželka spoluvězně Vojtěcha Vrňaty (odbojové krycí jméno „Dlouhý“), který byl před zatčením zaměstnancem pražské mezinárodní speditérské firmy Jarolímek (a v odboji fungoval jako kurýr cestující „služebně“ na Balkánský poloostrov). Druhý Mašínův moták byl nalezen až po skončení druhé světové války a to podle instrukcí z prvního motáku, kde Josef Mašín popsal skrýš poblíž veřejí dveří cely, kde byl vězněn. Oba motáky jsou psány tužkou (nebo kouskem tuhy) na toaletním papíře. Podle vyjádření restaurátorů z Národního archivu je papír motáků naplněn dřevem, je nestabilní a záznam tužkou bude nutno nejspíše fixovat aby se motáky podařilo uchovat čitelné a zabránit jejich rozpadu. Kromě motáků se po Josefu Mašínovi zachovaly jen brýle (uloženy ve Vojenském historickém ústavu), které mu gestapáci při výsleších rozšlapali.
Text prvního motáku podplukovníka Josefa Mašína:
Milovaná ženo a drahé moje děti! Naskytla se mi poslední možnost poslati Vám poslední pozdrav na věčné rozloučení. Tebe, moje milovaná ženo, prosím, abys mi odpustila, provinil-li jsem se na Tobě. Vím dnes, že jsem byl k tobě zbytečně tvrdý a snad nespravedlivý. Odpusť a nevzpomínej na mne ve zlém! Zanechávám Tě zde, moje drahá, s velikým úkolem. Vychovat naše děti. Vím, že je to úkol nesnadný, ale věřím, že jej splníš a že se Ti to zdaří. Vychovej z nich lidi čestné, uvědomělé Čechy…

Ať žije vlast a národ, ať žije svobodné Československo!…a vlastence! Byl bych rád, kdyby některý z hochů se ujal našeho rodného statku – A vy, mé drahé děti, nezapomeňte na svého nešťastného otce, který bojoval za to, aby naše drahá vlast byla opět svobodná a volná. Pamatujte, že pro vlast a národ nutno obětovat i život. Pamatujte, že Vašeho otce ubili nelidským způsobem Germáni, největší naši nepřátelé. Nezapomeňte nikdy na to! – Buďte hodní, poslouchejte a milujte svoji matku a mějte se vzájemně rádi. Pomáhejte si vždy navzájem! – Učte se pilně, buďte v životě vždy čestní a poctiví! Pozdravujte též maminku a prosím ji, aby mi i ona odpustila, provinil-li jsem se proti ní. Též i strýce B. Doufám, že ten se snad vrátí. Buďte všichni šťastni! Líbám Vás všechny v duchu naposled. Váš otec.
Josef Mašín, První moták, 
Krátce před popravou napsal Josef Mašín svým dětem svůj poslední dopis (na rozloučenou). Zde je celé znění tohoto motáku nalezeného až po druhé světové válce:
Drahé moje děti! 
 Posílám Vám poslední svůj pozdrav před svým odchodem na věčnost. Poslední má myšlenka platí jen Vám a to mne nejvíc tíží, neboť jste dosud ještě malé a potřebovaly byste mé největší péče. Bohužel Vás musím opustit. Dnes ještě nechápete vše, ale až budete starší, jistě mne pochopíte. Bojoval jsem za naši drahou vlast a národ proti odvěkým našim nepřátelům – Němcům, kteří naši vlast a národ chtěli porobit a zničit. Nechtěl jsem připustit, abyste jednou i Vy byly porobenými otroky, nýbrž abyste zůstaly svobodnými a volnými občany. Pamatujte si, že hájit svobodu své vlasti a národa jest povinností každého uvědomělého Čecha. I Vy jednou takto musíte postupovat. V tomto boji jsem podlehl. Věřím však pevně, že naše svatá věc zvítězí. Zůstanete zde nyní jen se svou mamičkou. Musíte ji poslouchat, abyste jí ulehčily její těžký úkol a starost o Vás. Ty, Radku, jsi nejstarší, vím, že jsi rozumný chlapec. Buď oporou a rádcem Pepovi a Nenušce. Ty musíš zastupovat mne. Spoléhám se na Tebe! Ty, Pepíčku musíš pomáhat mamičce a Radkovi. Starejte se o Nenušku a nikdy ji neopusťte. Mějte se navzájem rádi a nikdy se neopouštějte, pomáhejte si vždy a ve všem s láskou a porozuměním. Učte se pilně, abyste byli vzdělanými a prospěšnými lidmi. Buďte vždy svědomití a čestní. A nyní Ty, moje drahá Nenušo, moje sladká holčičko. Buď šťastná a nezapomínej na svého tatíčka, který Tě měl tolik rád. Vím, že máš dobré srdéčko, že máš ráda svoji mamičku a bratříčky, že jim budeš dobrou ......... (nečitelné). Chlapci, mám ještě jedno přání. Jeden z Vás se ujme rodného statku. Ovšem, není to žádná podmínka. Nebudete-li mít chuti, nemusíte. Tím končím, moje nejdražší děti! Líbám Vás v duchu všechny, i s Vaší mamičkou. Buďte šťastni. 
 Váš milující otec. Vlasti zdar!
Josef Mašín, moták nalezený po 2. sv. válce v cele, 

### Josef Churavý

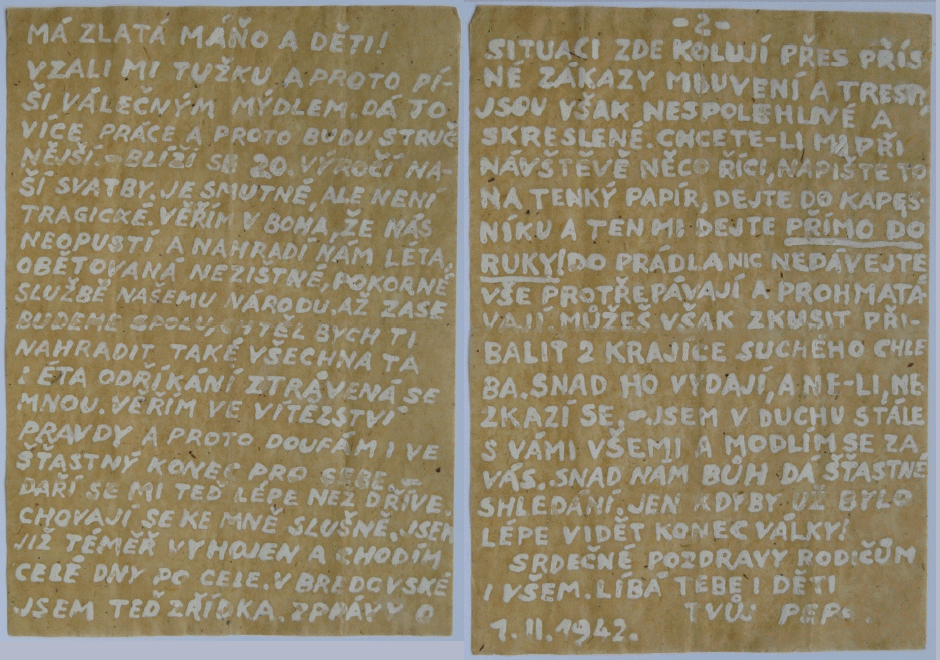
Ukázka motáku Josefa Churavého psaného mýdlem na tenký papír

Zprávy rodině o průběhu vyšetřování, podmínkách věznění, svých nadějích a přáních pašoval vězněný plukovník generálního štábu Josef Churavý za zdi pankrácké věznice v Praze pomocí motáků ukrytých ve špinavých kapesnících. Ani po zabavení všech psacích potřeb Churavý v této činnosti neustal. Musel si však vystačit s psaním na toaletní papír ostrým hrotem z kousku válečného mýdla. Toto je ukázka jednoho z „dopisů“ (motáků) datovaného dnem 1. února 1942:
Má zlatá Máňo a děti! Vzali mi tužku a proto píši válečným mýdlem. Dá to více práce a proto budu stručnější. - Blíží se 20té výročí naší svatby. Je smutné, ale není tragické. Věřím v Boha, že nás neopustí a nahradí nám léta obětované nezištné, pokorné službě našemu národu. Až zase budeme spolu, chtěl bych Ti nahradit také všechna ta léta odříkání strávená se mnou. Věřím ve vítězství pravdy a proto doufám i ve šťastný konec pro sebe. - Daří se mi teď lépe než dříve. Chovají se ke mně slušně. Jsem již téměř vyhojen a chodím celé dny po cele. V Bredovské jsem teď zřídka. Zprávy o situaci zde kolují přes přísné zákazy mluvení a tresty, jsou však nespolehlivé a skreslené. Chcete-li mi při návštěvě něco říci, napište to na tenký papír, dejte do kapesníku a ten mi dejte přímo do ruky! Do prádla nic nedávejte, vše protřepávají a prohmatávají, můžeš však zkusit přibalit dva krajíce suchého chleba. Snad ho vydají a ne-li, nezkazí se. - Jsem v duchu stále s Vámi všemi a modlím se za vás. Snad nám Bůh dá šťastné shledání. Jen kdyby už bylo lépe vidět konec války! Srdečné pozdravy rodičům i všem. Líbá Tebe i děti // Tvůj Pepa (1.II.1942)
Plukovník gšt. Josef Churavý, Text motáku z pankrácké věznice v Praze ze dne 1. února 1942, 

### Radim Nováček
Mineralog RNDr. Radim Nováček spolupracoval za protektorátu s domácím protiněmeckým odbojem jako pomocník Josefa Jedličky v oblasti šifrování a dešifrování zpravodajských radiových depeší určených pro GRU. Obdobné šifrovací a dešifrovací práce vykonával Nováček i pro depeše, které „procházely“ zpravodajskou skupinou docenta Vladimíra Krajiny. Tyto depeše ale byly určeny československým zpravodajcům, vedeným Františkem Moravcem, kteří pracovali v Anglii ve prospěch exilové vlády Dr. Edvarda Beneše.
Po zatčení 10. října 1941 byl Radim Nováček vězněn na Pankráci, odkud posílal svým příbuzným a spolupracovníkům motáky se zprávami. Ty psal slámou ze slamníku na listy toaletního papíru. Místo inkoustu používal rozpuštěné tabletky proti zácpě nebo i vlastní krev. Motáky byly vynášeny z prostor věznice vložené do tunýlků pro tkanici v pase prádla, které bylo předáváno k vyprání jeho rodinným příslušníkům. Zde je ukázka textu některých jeho motáků:
Daří se mi dosti dobře. Hubnu pomaleji než jsem čekal. Strava dosti dobrá, ale málo. Teplo, čisto i někteří Němci slušní - jiní psi. Nejhorší je Petschkův dům.
Radim Nováček, Moták
Nermuťte se pro mne – válka je válka a někdo padnout musí. Komu jsem ublížil, ať mi odpustí. Prosím maminku a tatínka, aby měli Marušku jako by byla bývala naše. Doufám, že před † budu moci domů napsat.
Radim Nováček, Moták

Ti, komu bylo pomáháno (příklady)
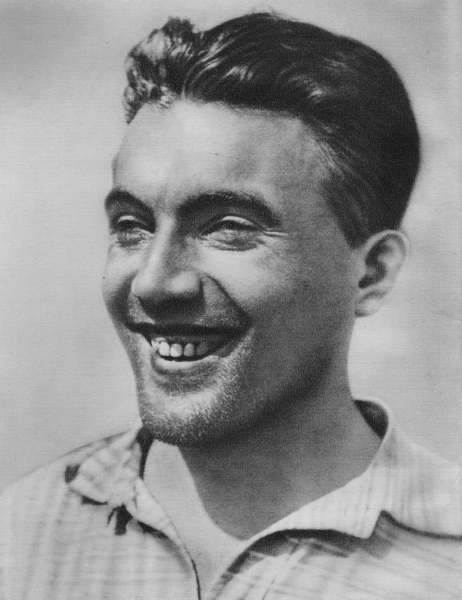
Julius Fučík
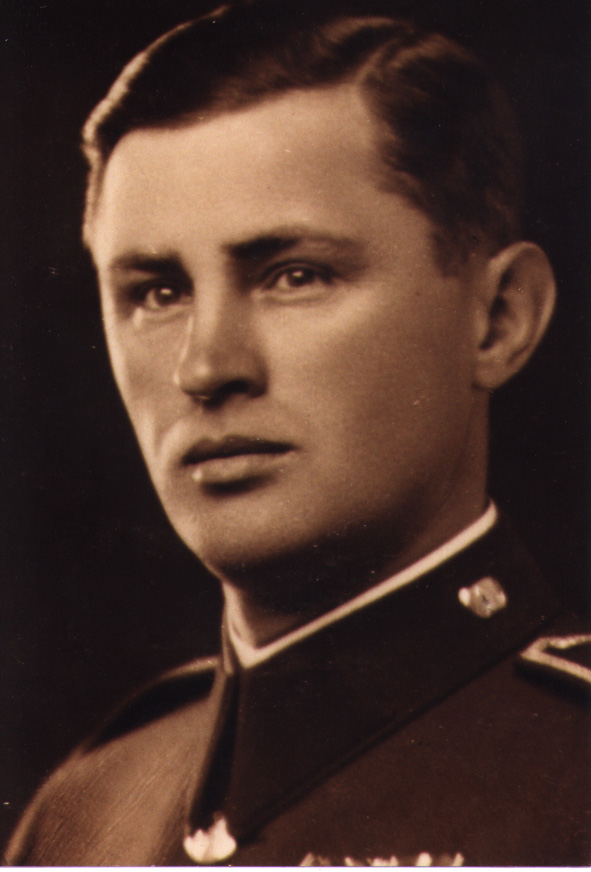
Josef Mašín
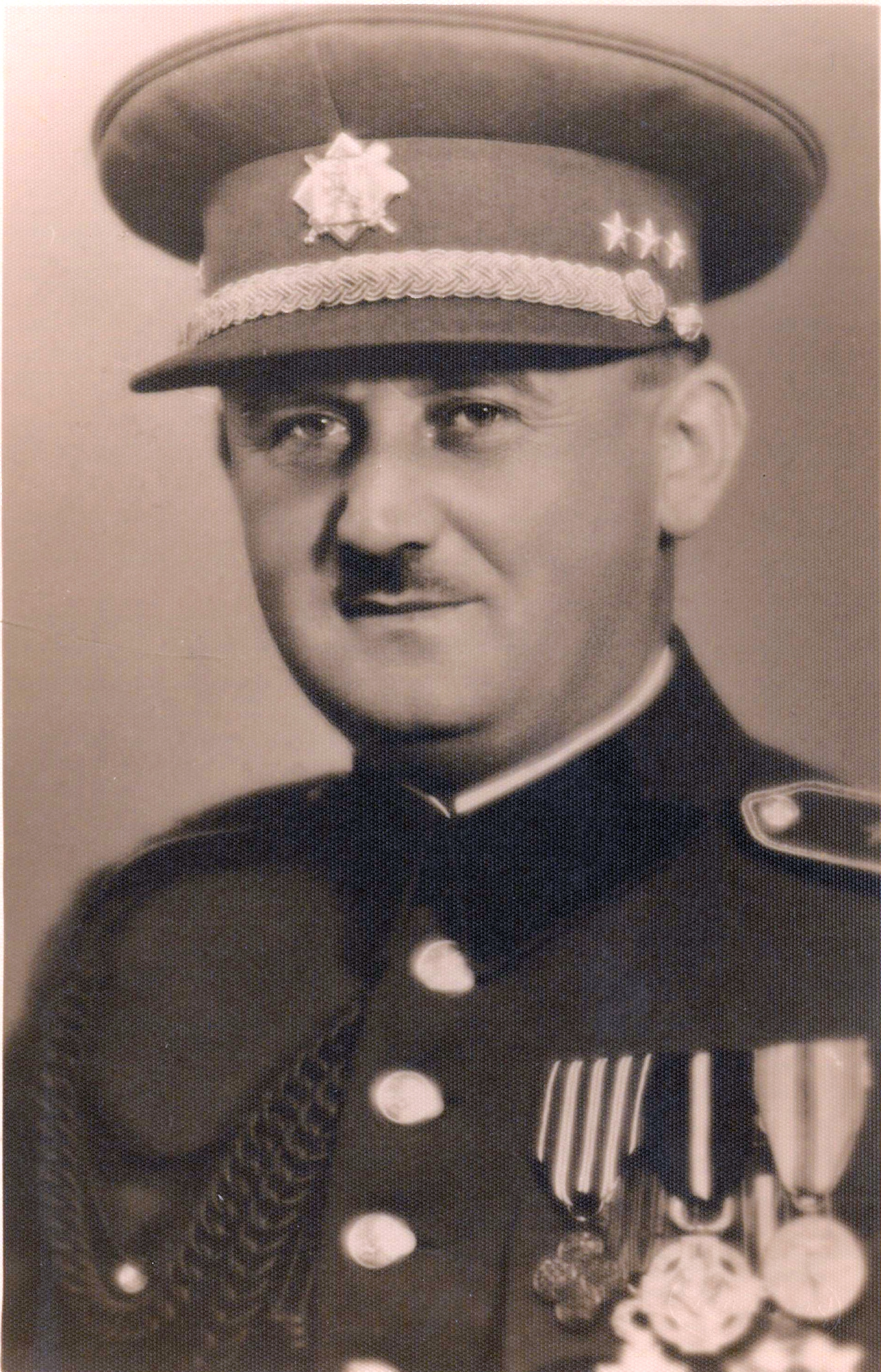
Josef Churavý
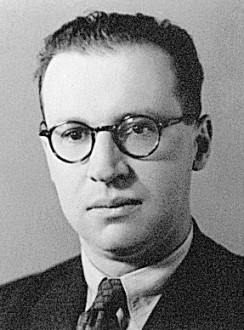
Radim Nováček

### Další, kdož posílali motáky
Osob, které posílali ven z vězení, káznic a pracovních táborů motáky bylo nepočítaně. Některým se odeslání podařilo (např. Emanuel Truhlář; Anna Pollertová posílala z vězení pravidelné motáky v podobě morseových zpráv, vyšitých v lemech oděvů a prádla; Jindřich Suchánek řídil za protektorátu nějaký čas během svého věznění pomocí motáků adresovaných manželce chod továrny na výrobu filmového materiálu a fotoaparátů; generál Heliodor Píka; Alois Eliáš; Václav Krupka; Antonín Pešl; Otilie Davidová; František Wiendl; Marianne Golz; Josef Jan Kratochvíl; Patrik Kužela; Ota Kraus a další a další ), jiní byli neúspěšní a jejich zpráva byla zabavena a náležitě potrestána (např. Bohuslav Grabovský).

## Díla vzniklá formou motáků nebo na jejich základě
V mnoha případech byly motáky z rodinných archivů po skončení druhé světové války přepsány na trvalejší nosné medium a později většinou uspořádány do autobiografických publikací. Příkladem může být zubní lékař, odbojář a spisovatel Oldřich Hlaváč (1895–1942) z jehož motáků posílaných z vězení manželce byla později v roce 1946 posmrtně sestavena kniha „Listy z vězení“.
Některá díla vznikala ve vězeňském prostředí na motácích nebo byla sestavena později na jejich základě: 
- Ferdinand Höfer (1915–2009) byl český knihkupec, archivář a katolický aktivista, dlouholetý předseda Společnosti Otokara Březiny. Dne 14. října 1949 byl zatčen a 18. března 1950 odsouzen ve vykonstruovaném procesu ke 14 letům odnětí svobody. Ve vězení sepsal na motácích samizdatový výbor z díla Otokara Březiny. (Byl propuštěn na svobodu 15. února 1955 poté, co jej ve věznici v Leopoldově zkopal bachař tak, že z něj udělal invalidu.)

- Jan Kristofori (1931–2004) byl malíř, galerista a grafik. Za letáky s provokativními úvahami o komunismu, které rozšířil po Semilech[33] byl v roce 1952 odsouzen k desetiletému vězení (nakonec jen sedm let). Během sedmiletého vězení a práce v komunistických lágrech (mimo jiné např. i v Jáchymově) se Jan Kristofori věnoval kreslení. Tyto kresby byly v roce 1993 vydány pod názvem „Motáky“.

- Heřman Josef Tyl (1914–1993) byl premonstrátský kanovník, převor a později opat kláštera Teplá v západních Čechách. V roce 1942 byl spolu s celým řeholním osazenstvem kláštera zatčen gestapem a dlouze až do konce druhé světové války vězněn. Dne 14. února 1950 byl komunistickými orgány P. Heřman Josef Tyl zatčen a odsouzen ke dvanácti letům vězení. Po téměř devíti letech, 12. prosince 1958, byl podmínečně propuštěn.[34] V roce 2014 bylo z jeho motáků, které posílal z nacistických a komunistických koncentračních táborů sestaveno rozhlasové literárně-hudební pásmo s názvem Buď ryba nebo rak.[35]

- Motáky z pankráckého vězení psal plukovník Josef Churavý tajně na cele a při řídkých návštěvách manželky a synů je předával formou motáků. Navzdory jeho žádosti, aby je manželka ihned po přečtení spálila, se motáky díky rodině zachovaly až do konce druhé světové války. Manželka a později její synové motáky pečlivě uschovávali i v dalších letech. Krátce po válce byly motáky přepsány a tak i když se část originálů ztratila přesto bylo možno v letech 2021 až 2022 rekonstruovat téměř celou jeho „motákovou“ korespondenci a zveřejnit ji v roce 2022 v publikaci „...Vlk vyčíhán a zatčen... : život a odkaz plk. gšt. Josefa Churavého“.